# Indoreonectes evezardi
Indoreonectes evezardi је зракоперка из реда Cypriniformes и фамилије Balitoridae.

## Угроженост
Подаци о распрострањености ове врсте су недовољни.

## Распрострањење
Ареал врсте је ограничен на једну државу, Индију.

## Станиште
Станиште врсте су слатководна подручја.